# 타니야 단갈라코바
타니야 보고밀로바 단갈라코바(불가리아어: Тания Богомилова Дангалакова, 1964년 6월 30일 ~ )는 불가리아의 은퇴한 수영 선수로 1988년 서울 하계 올림픽 100m 평영에서 금메달을 획득했다.
그녀는 1985년 유럽 수영 선수권 대회 200m 평영에서 0.45초로 우승했다.

## 인물 정보
타니야 단갈라코바는 1964년 6월 30일에 소피아에서 태어났다. 그녀는 6세때 수영을 시작했다.
그녀는 1980년 모스크바 하계 올림픽에서 9위를 했다. 그녀는 1986년 마드리드 세계 수영 선수권 대회 200m 평영에서 은메달을 획득했고 100m 평영에서 동메달을 획득했다.